# Nagroda Brytyjskiej Akademii Filmowej za najlepszy scenariusz adaptowany
Nagroda BAFTA za najlepszy scenariusz adaptowany jest przyznawana od 1984 (za filmy z 1983), kiedy to oryginalna kategoria (Nagroda BAFTA za najlepszy scenariusz) została podzielona na dwie nagrody; tą drugą jest Nagroda BAFTA za najlepszy scenariusz oryginalny.

## Lista zwycięzców i nominowanych

### 1983–1989
1983: Ruth Prawer Jhabvala − W upale i kurzu
- Willy Russell − Edukacja Rity
- Larry Gelbart, Murray Schisgal − Tootsie
- Harold Pinter − Zdrada

1984: Bruce Robinson − Pola śmierci
- Ronald Harwood − Garderobiany
- Julian Mitchell − Inny kraj
- Sam Shepard − Paryż, Teksas

1985: Richard Condon, Janet Roach − Honor Prizzich
- Peter Shaffer − Amadeusz
- David Lean − Podróż do Indii
- Julian Bond − Polowanie

1986: Kurt Luedtke − Pożegnanie z Afryką
- Hesper Anderson, Mark Medoff − Dzieci gorszego boga
- Menno Meyjes − Kolor purpury
- Ruth Prawer Jhabvala − Pokój z widokiem
- Akira Kurosawa, Hideo Oguni, Masato Ide − Ran

1987: Claude Berri, Gerard Brach − Jean de Florette
- Hugh Whitemore − 84 Charing Cross Road
- Christine Edzard − Mała Dorrit
- Alan Bennett − Nadstaw uszu

1988: Jean-Claude Carrière, Philip Kaufman – Nieznośna lekkość bytu
- Tom Stoppard – Imperium słońca
- Jeffrey Price, Peter S. Seaman – Kto wrobił królika Rogera?
- Gabriel Axel – Uczta Babette

1989: Christopher Hampton − Niebezpieczne związki
- Shane Connaughton, Jim Sheridan − Moja lewa stopa
- Frank Galati, Lawrence Kasdan − Przypadkowy turysta
- Willy Russell − Shirley Valentine

### 1990–1999
1990: Nicholas Pileggi i Martin Scorsese − Chłopcy z ferajny
- Carrie Fisher − Pocztówki znad krawędzi
- Oliver Stone i Ron Kovic − Urodzony 4 lipca
- Michael Lesson − Wojna państwa Rose
- Alfred Uhry − Wożąc panią Daisy

1991: Dick Clement, Ian La Frenais i Roddy Doyle − The Commitments
- Jean-Paul Rappeneau i Jean-Claude Carrière − Cyrano de Bergerac
- Ted Tally − Milczenie owiec
- Michael Blake − Tańczący z wilkami

1992: Michael Tolkin − Gracz
- Oliver Stone i Zachary Sklar − JFK
- Ruth Prawer Jhabvala − Powrót do Howards End
- Baz Luhrmann i Craig Pearce − Roztańczony buntownik

1993: Steven Zaillian − Lista Schindlera
- William Nicholson − Cienista dolina
- Ruth Prawer Jhabvala − Okruchy dnia
- Terry George i Jim Sheridan − W imię ojca
- Bo Goldman − Zapach kobiety

1994: Paul Attanasio − Quiz Show
- Amy Tan i Ronald Bass − Klub szczęścia
- Eric Roth − Forrest Gump
- Krzysztof Kieślowski i Krzysztof Piesiewicz − Trzy kolory. Czerwony
- Ronald Harwood − Wersja Browninga

1995: John Hodge − Trainspotting
- George Miller i Chris Noonan − Babe – świnka z klasą
- Anna Pavignano, Michael Radford, Furio Scarpelli, Giacomo Scarpelli i Massimo Troisi − Listonosz
- Emma Thompson − Rozważna i romantyczna
- Alan Bennett − Szaleństwo króla Jerzego
- Mike Figgis − Zostawić Las Vegas

1996: Anthony Minghella − Angielski pacjent
- Arthur Miller − Czarownice z Salem
- Alan Parker i Oliver Stone − Evita
- Ian McKellen i Richard Loncraine − Ryszard III

1997: Craig Pearce i Baz Luhrmann − Romeo i Julia
- James Schamus − Burza lodowa
- Hossein Amini − Miłość i śmierć w Wenecji
- Brian Helgeland i Curtis Hanson − Tajemnice Los Angeles

1998: Elaine May − Barwy kampanii
- Hilary Henkin i David Mamet − Fakty i akty
- Frank Cottrell Boyce − Hilary i Jackie
- Mark Herman − O mały głos

1999: Neil Jordan – Koniec romansu
- Ayub Khan-Din – Wojny domowe
- Oliver Parker – Idealny mąż
- Anthony Minghella – Utalentowany pan Ripley

### 2000–2009
2000: Stephen Gaghan − Traffic
- Robert Nelson Jacobs − Czekolada
- D.V. DeVincentis, Steve Pink, John Cusack, Scott Rosenberg − Przeboje i podboje
- James Schamus, Wang Hui-ling(inne języki), Tsai Kuo Jung(inne języki) − Przyczajony tygrys, ukryty smok
- Steve Kloves − Cudowni chłopcy

2001: Ted Elliott, Terry Rossio, Roger S.H. Schulman i Joe Stillman – Shrek
- Akiva Goldsman – Piękny umysł
- Richard Curtis, Andrew Davies i Helen Fielding – Dziennik Bridget Jones
- Richard Eyre i Charles Wood – Iris
- Philippa Boyens, Peter Jackson i Fran Walsh – Władca Pierścieni: Drużyna Pierścienia

2002: Charlie Kaufman, Donald Kaufman – Adaptacja
- Peter Hedges, Chris Weitz, Paul Weitz – Był sobie chłopiec
- David Hare – Godziny
- Ronald Harwood – Pianista
- Jeff Nathanson – Złap mnie, jeśli potrafisz

2003: Fran Walsh, Philippa Boyens i Peter Jackson – Władca Pierścieni: Powrót króla
- John August – Duża ryba
- Anthony Minghella – Wzgórze nadziei
- Olivia Hetreed – Dziewczyna z perłą
- Brian Helgeland – Rzeka tajemnic

2004: Alexander Payne, Jim Taylor – Bezdroża
- Christophe Barratier, Philippe Lopes-Curval – Pan od muzyki
- Patrick Marber – Bliżej
- David Magee – Marzyciel
- José Rivera – Dzienniki motocyklowe

2005: Larry McMurtry i Diana Ossana – Tajemnica Brokeback Mountain
- Dan Futterman – Capote
- Jeffrey Caine – Wierny ogrodnik
- Josh Olson – Historia przemocy
- Deborah Moggach – Duma i uprzedzenie

2006: Peter Morgan i Jeremy Brock – Ostatni król Szkocji
- Neal Purvis, Robert Wade i Paul Haggis – Casino Royale
- William Monahan – Infiltracja
- Aline Brosh McKenna – Diabeł ubiera się u Prady
- Patrick Marber – Notatki o skandalu

2007: Ronald Harwood – Motyl i skafander
- Christopher Hampton – Pokuta
- David Benioff – Chłopiec z latawcem
- Ethan i Joel Coen – To nie jest kraj dla starych ludzi
- Paul Thomas Anderson – Aż poleje się krew

2008: Simon Beaufoy – Slumdog. Milioner z ulicy
- Eric Roth – Ciekawy przypadek Benjamina Buttona
- Peter Morgan – Frost/Nixon
- David Hare – Lektor
- Justin Haythe – Droga do szczęścia

2009: Jason Reitman i Sheldon Turner – W chmurach
- Nick Hornby – Była sobie dziewczyna
- Neill Blomkamp i Terri Tatchell – Dystrykt 9
- Simon Blackwell, Jesse Armstrong, Armando Iannucci i Tony Roche – Zapętleni
- Geoffrey Fletcher – Hej, skarbie

### 2010–2019
2010: Aaron Sorkin – The Social Network
- Danny Boyle i Simon Beaufoy – 127 godzin
- Rasmus Heisterberg i Nikolaj Arcel – Millennium: Mężczyźni, którzy nienawidzą kobiet
- Michael Arndt – Toy Story 3
- Joel i Ethan Coenowie – Prawdziwe męstwo

2011: Bridget O’Connor i Peter Straughan – Szpieg
- George Clooney, Grant Heslov i Beau Willimon – Idy marcowe
- Steven Zaillian i Aaron Sorkin – Moneyball
- Tate Taylor – Służące
- Alexander Payne, Nat Faxon i Jim Rash – Spadkobiercy

2012: David O. Russell – Poradnik pozytywnego myślenia
- Chris Terrio – Operacja Argo
- Lucy Alibar i Benh Zeitlin – Bestie z południowych krain
- David Magee – Życie Pi
- Tony Kushner – Lincoln

2013: Steve Coogan i Jeff Pope – Tajemnica Filomeny
- Richard LaGravenese – Wielki Liberace
- Billy Ray – Kapitan Phillips
- John Ridley – Zniewolony. 12 Years a Slave
- Terence Winter – Wilk z Wall Street

2014: Anthony McCarten – Teoria wszystkiego
- Graham Moore – Gra tajemnic
- Jason Hall – Snajper
- Gillian Flynn – Zaginiona dziewczyna
- Paul King – Paddington

2015: Adam McKay i Charles Randolph – Big Short
- Emma Donoghue – Pokój
- Nick Hornby – Brooklyn
- Phyllis Nagy – Carol
- Aaron Sorkin – Steve Jobs

2016: Luke Davies – Lion. Droga do domu
- Tom Ford – Zwierzęta nocy
- Eric Heisserer – Nowy początek
- Theodore Melfi i Allison Schroeder – Ukryte działania
- Robert Schenkkan i Andrew Knight – Przełęcz ocalonych

2017: James Ivory – Tamte dni, tamte noce
- Simon Farnaby, Paul King – Paddington 2
- Matt Greenhalgh – Gwiazdy nie umierają w Liverpoolu
- Armando Iannucci, Ian Martin i David Schneider – Śmierć Stalina
- Aaron Sorkin – Gra o wszystko

2018: Spike Lee, David Rabinowitz, Charlie Wachtel, Kevin Willmott – Czarne bractwo. BlacKkKlansman
- Nicole Holofcener, Jeff Whitty – Czy mi kiedyś wybaczysz?
- Josh Singer – Pierwszy człowiek
- Barry Jenkins – Gdyby ulica Beale umiała mówić
- Bradley Cooper, Will Fetters i Eric Roth – Narodziny gwiazdy

2019: Taika Waititi – Jojo Rabbit
- Anthony McCarten – Dwóch papieży
- Greta Gerwig – Małe kobietki
- Todd Phillips i Scott Silver – Joker
- Steven Zaillian – Irlandczyk

2020: Christopher Hampton i Florian Zeller – Ojciec
- Moira Buffini – Wykopaliska
- Rory Haines, Sohrab Noshirvani i M.B. Traven – Mauretańczyk
- Chloé Zhao – Nomadland
- Ramin Bahrani – Biały tygrys

2021: Sian Heder – CODA
- Ryūsuke Hamaguchi i Takamasa Oe – Drive My Car
- Eric Roth, Jon Spaihts i Denis Villeneuve – Diuna
- Maggie Gyllenhaal – Córka
- Jane Campion – Psie pazury

2022: Edward Berger, Lesley Paterson i Ian Stokell – Na Zachodzie bez zmian
- Kazuo Ishiguro – Życie
- Colm Bairéad – Cicha dziewczyna
- Rebecca Lenkiewicz – Jednym głosem
- Samuel D. Hunter – Wieloryb

2023: Cord Jefferson – Amerykańska fikcja
- Andrew Haigh – Dobrzy nieznajomi
- Christopher Nolan – Oppenheimer
- Tony McNamara – Biedne istoty
- Jonathan Glazer – Strefa interesów

2024: Peter Straughan – Konklawe
- James Mangold i Jay Cocks – Kompletnie nieznany
- Jacques Audiard – Emilia Pérez
- RaMell Ross i Joslyn Barnes – Miedziaki
- Clint Bentley, Greg Kwedar, Clarence "Divine Eye" Maclin i John "Divine G" Whitfield – Sing Sing